# Elvira Petrozzi
Elvira Petrozzi   (Sora, 21 de gener de 1937 - Saluzzo, 3 d'agost de 2023) va ser una monja catòlica italiana coneguda per ser la fundadora de la Comunitat del Cenacle, especialitzada a ajudar els addictes a les drogues.

## Biografia
Nascuda en una família particularment pobra, amb el pare alcohòlic, va emigrar a Alexandria durant la Segona Guerra Mundial. Afirma que mai va aprendre a llegir ni estudiar.
El 1956, quan tenia dinou anys, va decidir fer-se monja a la congregació de les Germanes de la Caritat. Treballava al mateix temps com a professora. Va decidir dedicar la seva vida ajudant els joves addictes a les drogues per allunyar-los de l'autodestrucció. El 16 de juliol del 1983 va fundar la primera comunitat del Cenacle en una casa antiga i abandonada del segle xviii, situada a un turó sobre Saluzzo, al Piemont. Primer va voler crear una comunitat per a joves marginats, però els primers a demanar ajuda van ser addictes joves i va començar a dedicar-se a això. El 16 de juliol del 2009 la comunitat va ser reconeguda pel Consell Pontifici per als laics com a associació privada internacional dels fidels.
De seguida va obrir nous cenacles a Itàlia i a altres ciutats, i després d'una pelegrinació a Medjugorje també va obrir un cenacle allà amb el nom de Hill of Peace (Turó de la pau). El 2013 hi havia seixanta cenacles al món. La comunitat és present a Croàcia, Bòsnia i Hercegovina, Eslovènia, Àustria, Polònia, Rússia, Irlanda, França, els Estats Units, el Mèxic, la República Dominicana i el Brasil.